# 達伯爾湖
53°39′40″N 11°54′52″E / 53.66111°N 11.91442°E

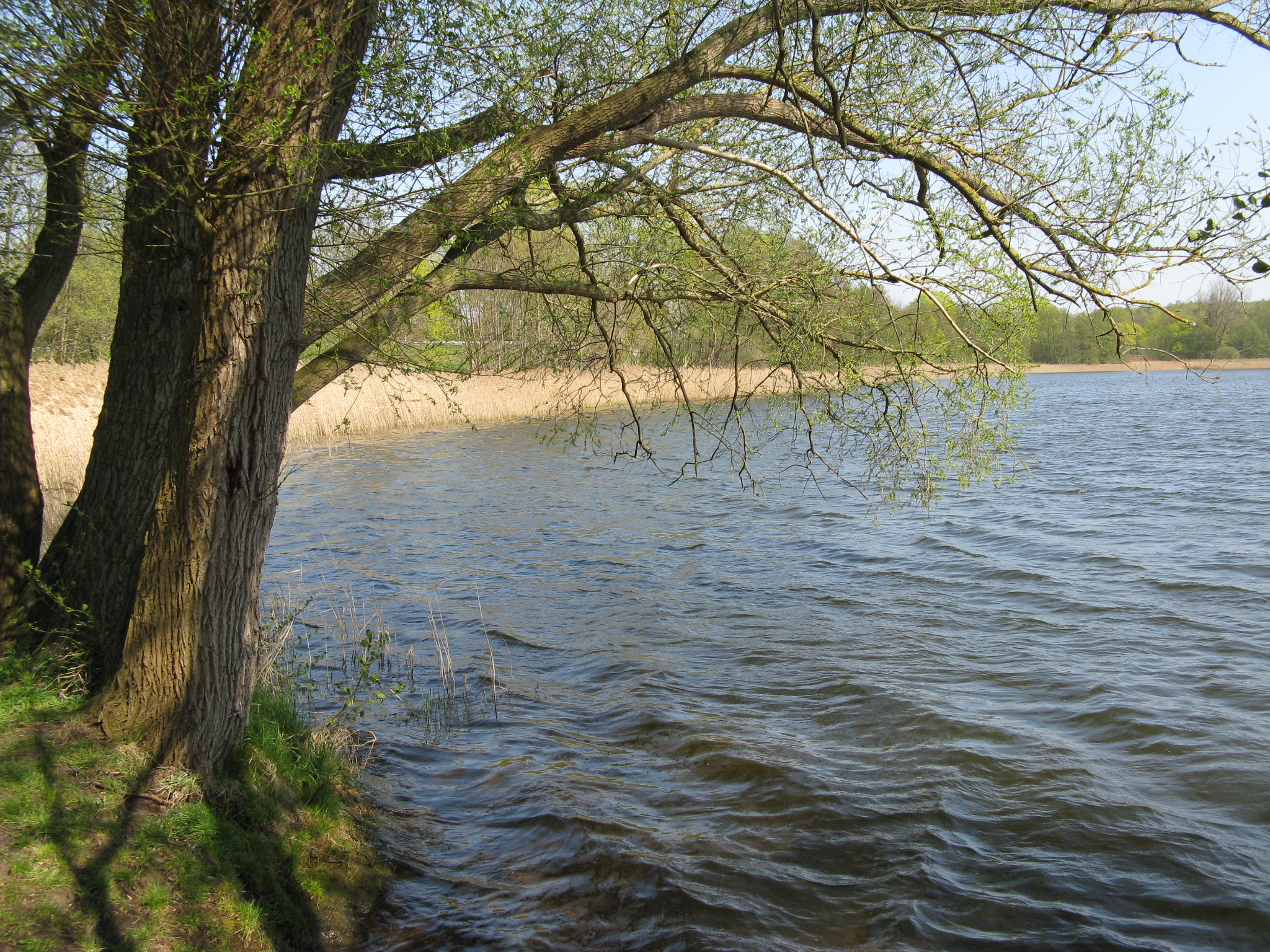

達伯爾湖（德語：Dabeler See），是德國的湖泊，位於該國東北部，由梅克倫堡-前波美拉尼亞州負責管轄，處於路德維希斯盧斯特-帕爾希姆縣，長0.7公里、寬0.6公里，面積0.32平方公里，海拔高度37米。